# شويتشي نياما
شويتشي نياما (باليابانية: 新井山 祥智) (مواليد 13 أبريل 1985) هو لاعب كرة قدم ياباني.

## وصلات خارجية
- شويتشي نياما على موقع رابطة كرة القدم اليابانية للمحترفين (اليابانية)
- شويتشي نياما على موقع قاعدة بيانات كرة القدم.إي يو (الإنجليزية)
- شويتشي نياما على موقع Soccerway.com (الإنجليزية)
- شويتشي نياما على موقع عالم كرة القدم.نت (الإنجليزية)